# كامل ساجت الجنابي
كامل ساجت عزيز الجنابي (مواليد 1 يوليو 1938 في بغداد)، هو لواء ركن عراقي سابق.

## من سيرته
اللواء ق.خ الركن كامل ساجت الجنابي قائد الفيلق الأول بالحرس الجمهوري، كان يحمل فكراً إسلامياً، ويعتقد بأنه من أطلق اسم «الأنفال» على عمليات الأنفال.

## وفاته
أتهم عدد من الباحثين والأكاديميين «حسين كامل» أنه أمر بقتل عدد من قادة الحرب مثل بارق الحاج حنطه وكامل ساجت الجنابي وعصمت صابر عمر في أجتماع له معهم
تم قتلهم بعد مشادة كلامية حامية بينه وبين بارق وجماعته، مما جعل صدام حسين، يحقد على حسين كامل، ويضمرها له، وتم اعتبار المقتولين من الضباط من الشهداء الدرجة الأولى وهذه هي الرواية الرسمية التي أعتمدتها القيادة العراقية.
لقد أعدم الفريق الركن كامل ساجت بتاريخ 7/2/1999 لسبب قال عنه شقيقه خالد، الضابط السابق في جهاز المخابرات أنه يتعلق بملاسنة حدثت مع قصي صدام حسين. وقال عنه ضابط عمل بنفس دائرة شؤون الاحتياط في ديوان الرئاسة التي رأسها الفريق كامل، أن اعدامه كان بسبب رسالة وصلته من شخص يعمل خارج العراق، فيها انتقاد لصدام حسين وايحاء بامكانية التعامل معه، وقد كُشفت الرسالة من قبل المخابرات، التي أنتظرت قيامه بالاخبار عنها، وعندما لم يخبّر بعد مضي فترة من الزمن، أعدم بتهمة التستر، و«الرواية الأولى» الأقرب إلى الصحة من رواية خالد.